# Novokaledonská kuchyně

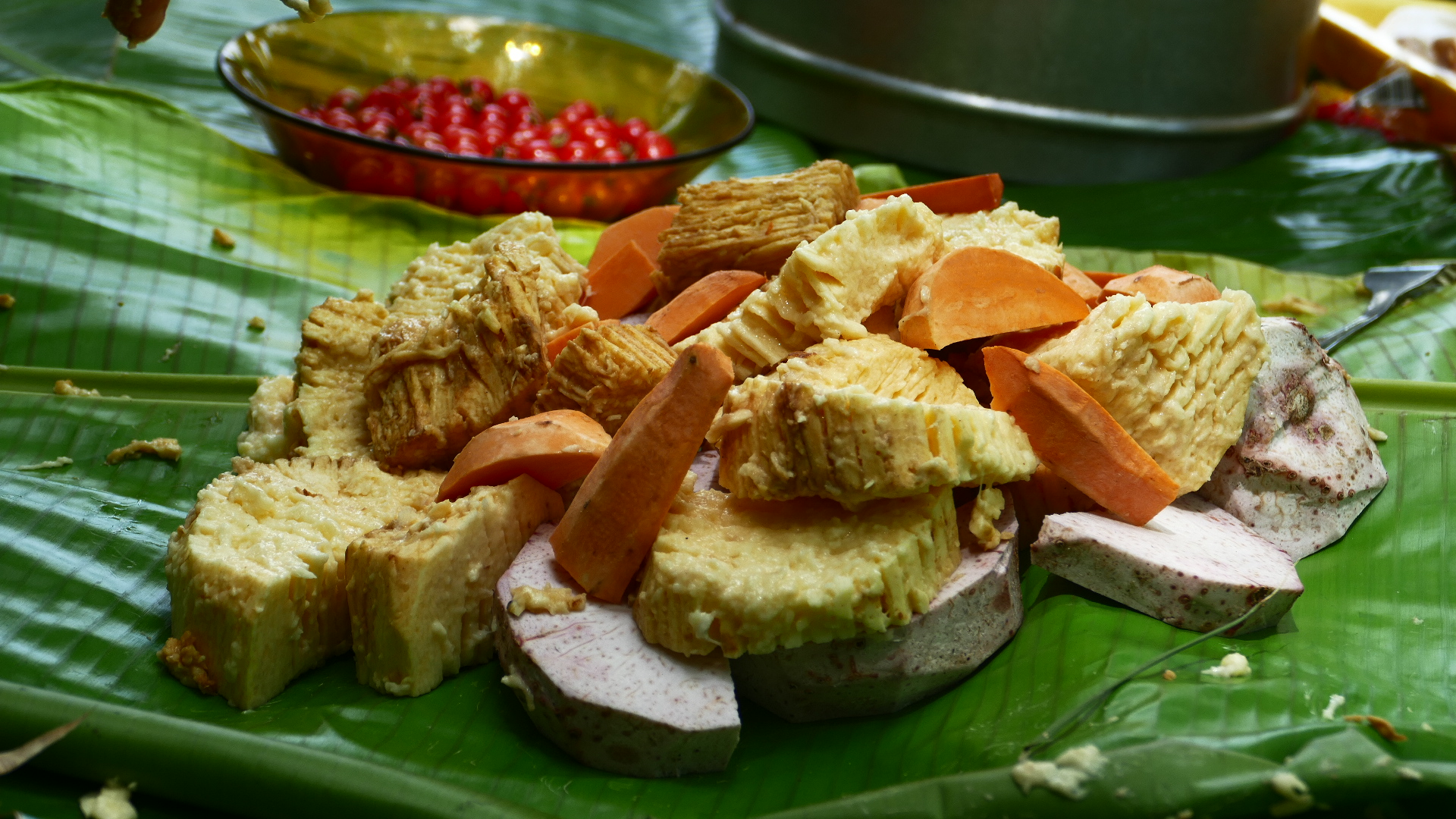
Bougna

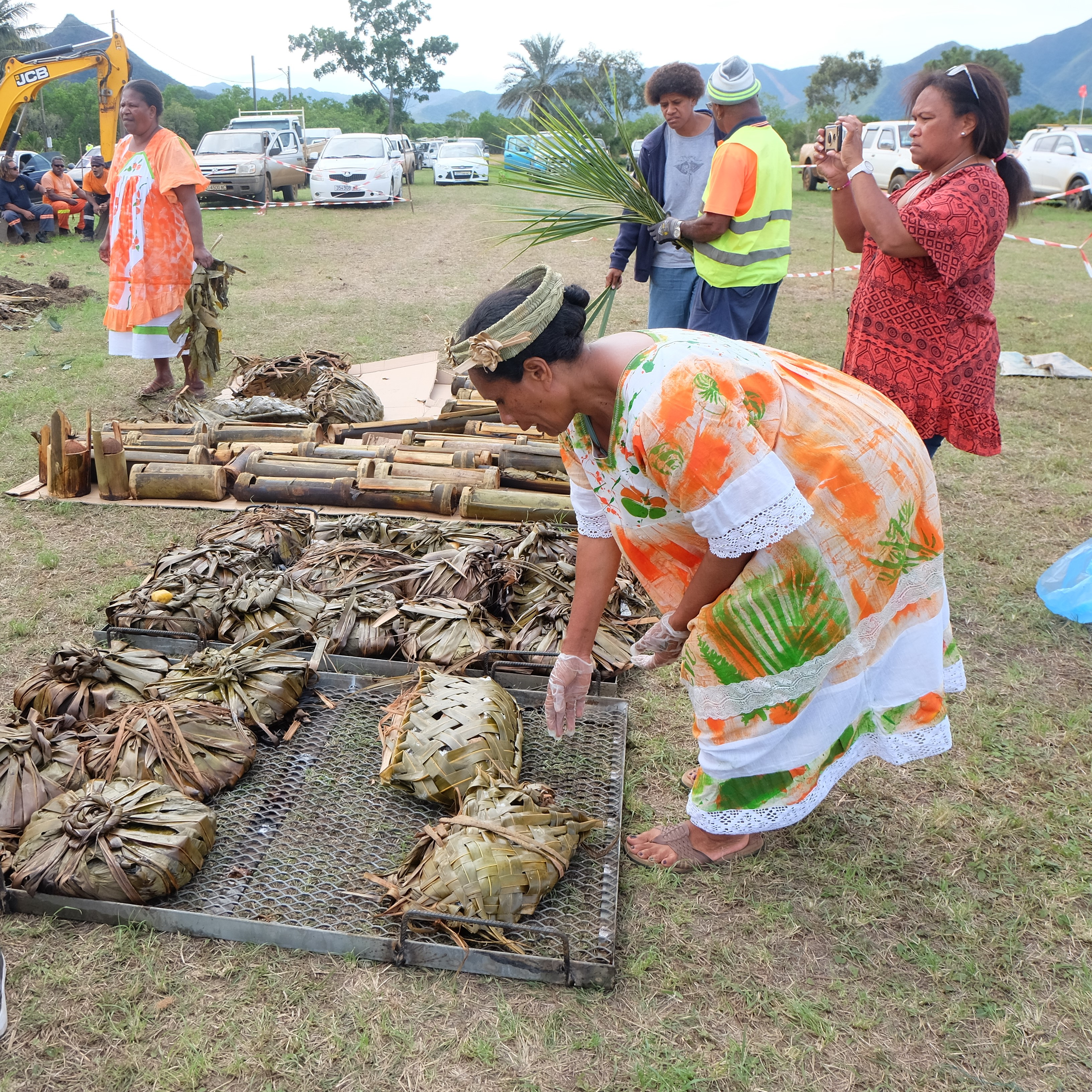
Příprava bougny

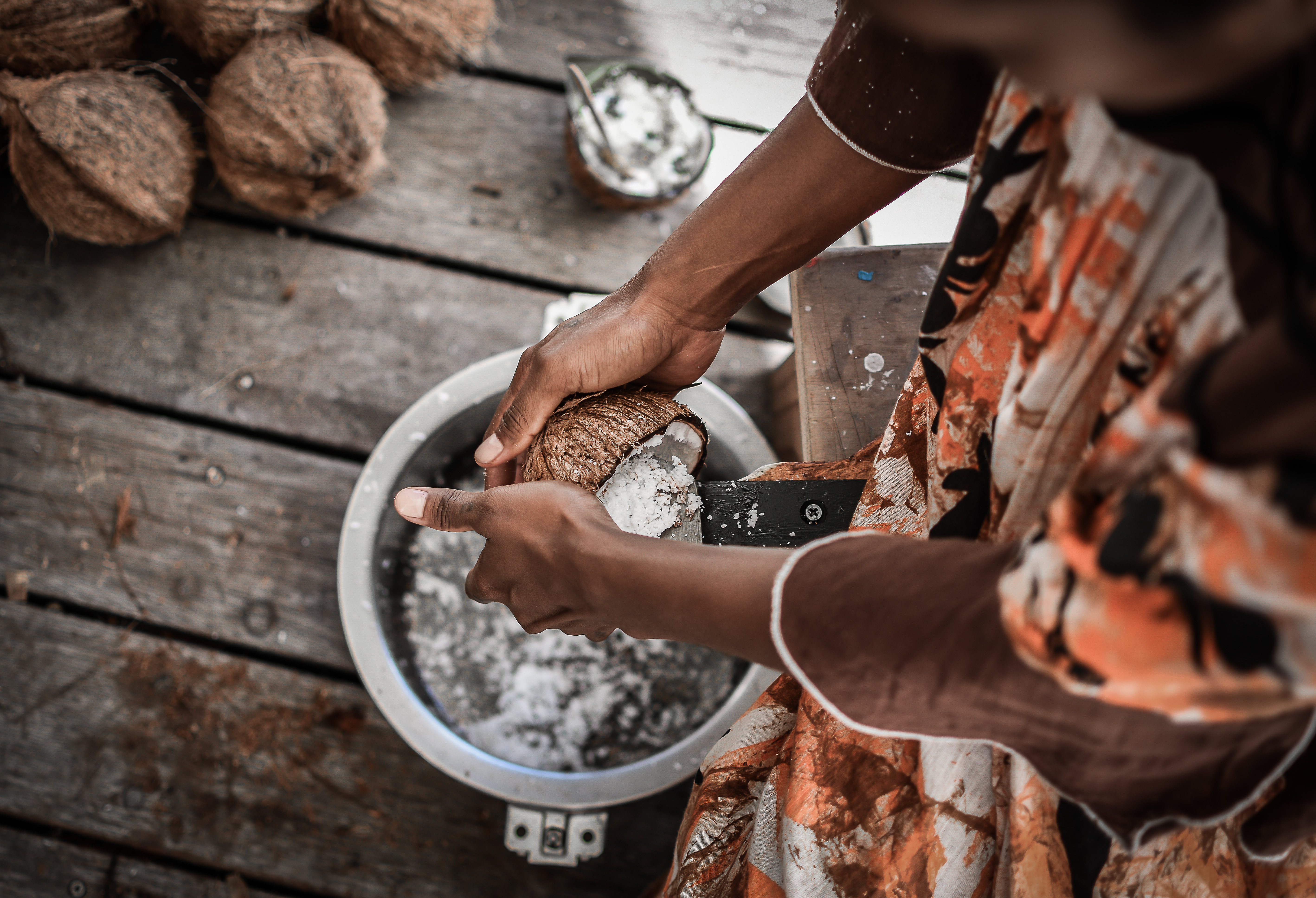
Kanacká žena zpracovávající kokosové ořechy

Novokaledonská kuchyně (francouzsky Cuisine de Nouvelle-Calédonie) je kuchyní francouzského zámořského území Nová Kaledonie. Kombinuje tradiční melanéské způsoby přípravy pokrmů s francouzskou i asijskou kuchyní. Vychází především ze surovin na Nové Kaledonii dostupných, jako jsou sladké brambory, kokosové ořechy, tropické ovoce nebo ryby a mořské plody. Mezi lokální speciality patří maso ze sambarů (malých ostrovních jelenů), netopýrů a šneků.

## Příklady novokoladeonských pokrmů
Příklady novokoladeonských pokrmů:
- Bougna, směs kousků masa, ryb nebo mořských plodů, se zeleninou, banány a sladké brambory s kokosovým mlékem, pečené v banánovém listě ve hloubené peci s horkými kameny.
- Poisson cru, pokrm z kousků syrových ryb marinovaných v citrusové šťávě, podávané se zeleninou.[6]
- Grilované ryby
- Escargots de l’Ile des Pins, větší šneci z ostrova Pins, podávané na způsob francouzských escargots.
- Roussettes, netopýří maso. Lze ho dusit s omáčkou (tento pokrm se nazývá civet de rousette), případně grilovat nebo podávat v rámci bougny.
- Poe, pudink z kokosu a tropického ovoce.[7]
- Rybí koule s ananasovou omáčkou
- Dušené maso z ostrovních jelenů, podávané s různými omáčkami, například s vínem.
- Flambované banány